# Nœud de piton
Le nœud de piton (Thump mat en anglais) est un nouage à plat de la famille des badernes. Ce nouage est utilisé comme protection sur les navires aux endroits où des poulies et autres éléments durs peuvent venir frapper le bois.

## Description
Le nœud de piton (parfois improprement dénommé nœud de python par erreur homophonique) est un entrelacement circulaire présentant six anses externes (ou ganse suivant les auteurs) pour seulement trois internes. Cette asymétrie d'anses facilite la disposition en disque du nouage en limitant l'espace laissé au centre.
Il est généralement réalisé avec plusieurs passes (trois voire plus).
Ce nœud apparaît dans l'encyclopédie ABoK sous l'identifiant #2360 mais ne porte pas de nom (du moins dans la version française). Il y est défini comme un nouage plat pouvant servir de baderne (nouages plats pouvant être linéaires, circulaires ou rectangulaires).

## Nœud de piton versus Bonnet Turc
Le nœud de piton est souvent confondu avec un bonnet turc réalisé à plat. Mais le nœud de piton ne respecte pas les règles de construction des bonnets turcs.

Schéma d'entrelacement du nœud de piton.
Schéma d'entrelacement d'un bonnet turc.

Le bonnet turc se caractérise par un nombre égal d'anses (si le bonnet turc est réalisé à plat, on obtient un nombre d'anses internes et externes égaux) alors que dans le nœud de piton ce rapport est asymétrique (rapport de 2 pour 1, soit deux anses externes pour une anse interne). C'est ce qui fait qu'une fois mis en volume, le bonnet turc donne un cylindre alors que le nœud de piton donne une forme conique.
Une bonne façon de les distinguer est de mettre en relation les schémas d'entrelacement de chaque nœud. Un schéma d'entrelacement est un graphique représentant les différents brins utilisés pour réaliser un nœud et indiquant les passages par-dessus et par-dessous de chaque croisement.
Dans le schéma d'entrelacement du nœud de piton, on voit apparaître un empilement d'anses. Chaque ligne rouge passe par une anse. Dans le cas d'un empilement, on peut trouver plusieurs anses sur la même ligne.
Dans le schéma d'entrelacement du bonnet turc, toutes les anses sont au même niveau (pas d'empilement, une seule anse par ligne rouge).

## Utilisation

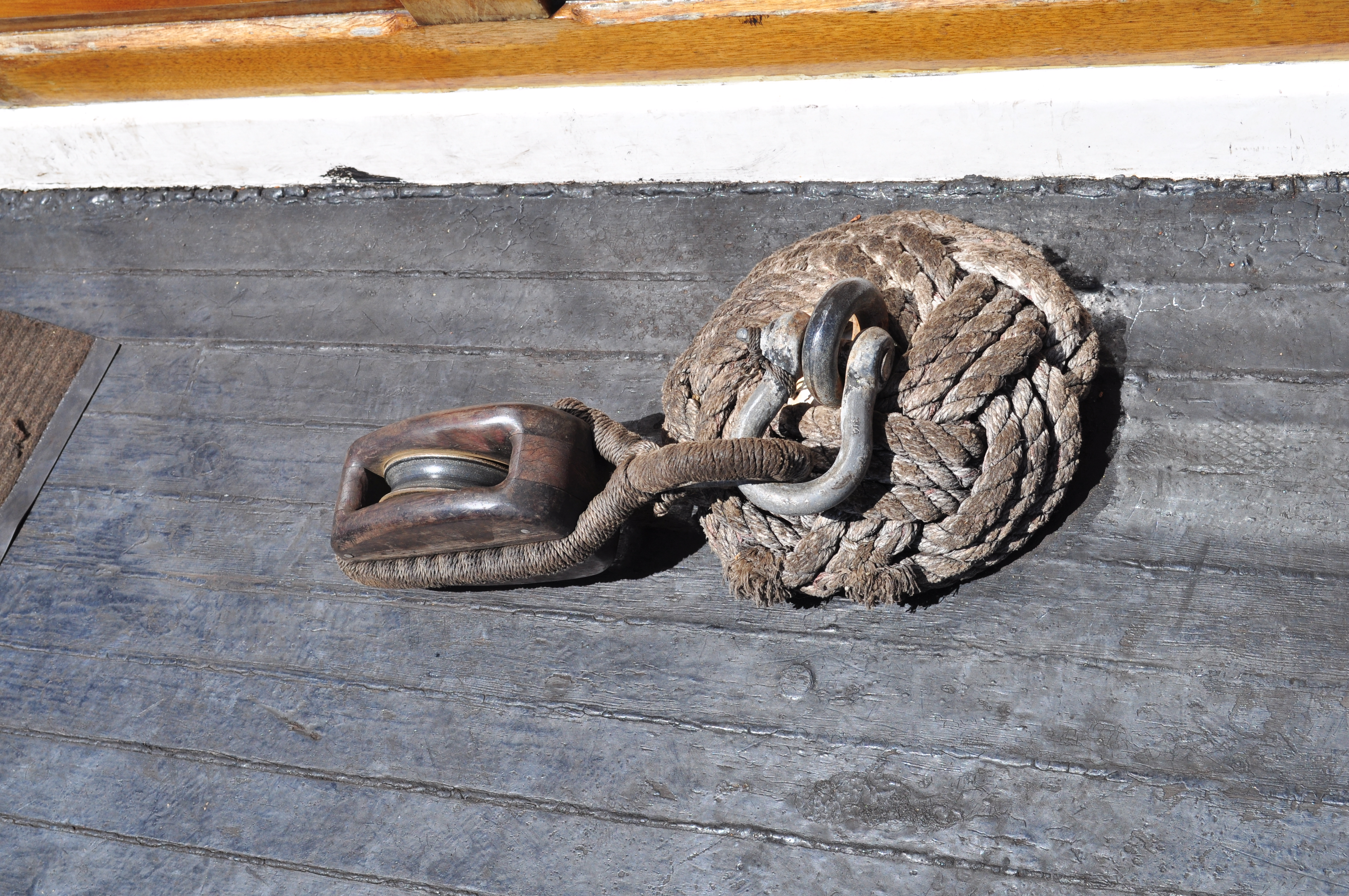
Nouage à plat utilisé comme protection de pont (ce n'est pas un nœud de piton)

La dénomination anglaise (thump mat) est particulièrement explicite et pourrait se traduire par : tapis à cogner.
Ce type de nouage est généralement utilisé sur les navires pour protéger les parties en bois des chocs d'objets durs comme les poulies. C'est pourquoi ils sont placés soit sur les objets en mouvement (poulie) soit sur les éléments heurtés (pont). La corde composant le nouage servant d'amortisseur ; effet accentué par le croisement des brins qui créent des sur-épaisseurs.
Dans le cas particulier du nœud de piton, on observe un espace réduit au centre du nouage qui permet de positionner le nœud sur un point fixe (crochet par exemple) et d'éviter qu'il ne bouge autour de son axe.
Comme pour les badernes, le nœud de piton est souvent réalisé avec des chutes de cordage ou des cordages abîmés recyclés.
Le nouage se réalisant à plat, le nœud de piton est souvent détourné de son utilisation première pour en faire des dessous de plat (utilisation de corde en matière organique — chanvre, sisal, coton, etc. — ou métallique pour supporter la chaleur). Lorsqu'il est réalisé avec des matériaux artificiels (corde d'escalade, paracorde, drisse, nylon, etc.), le nœud de piton est utilisé comme objet décoratif voire comme bijou (pendentif, boucle d'oreille). Réalisé avec une corde de gros diamètre avec plusieurs tours, il est possible d'en faire un paillasson.

## Aller plus loin

### À chevrons

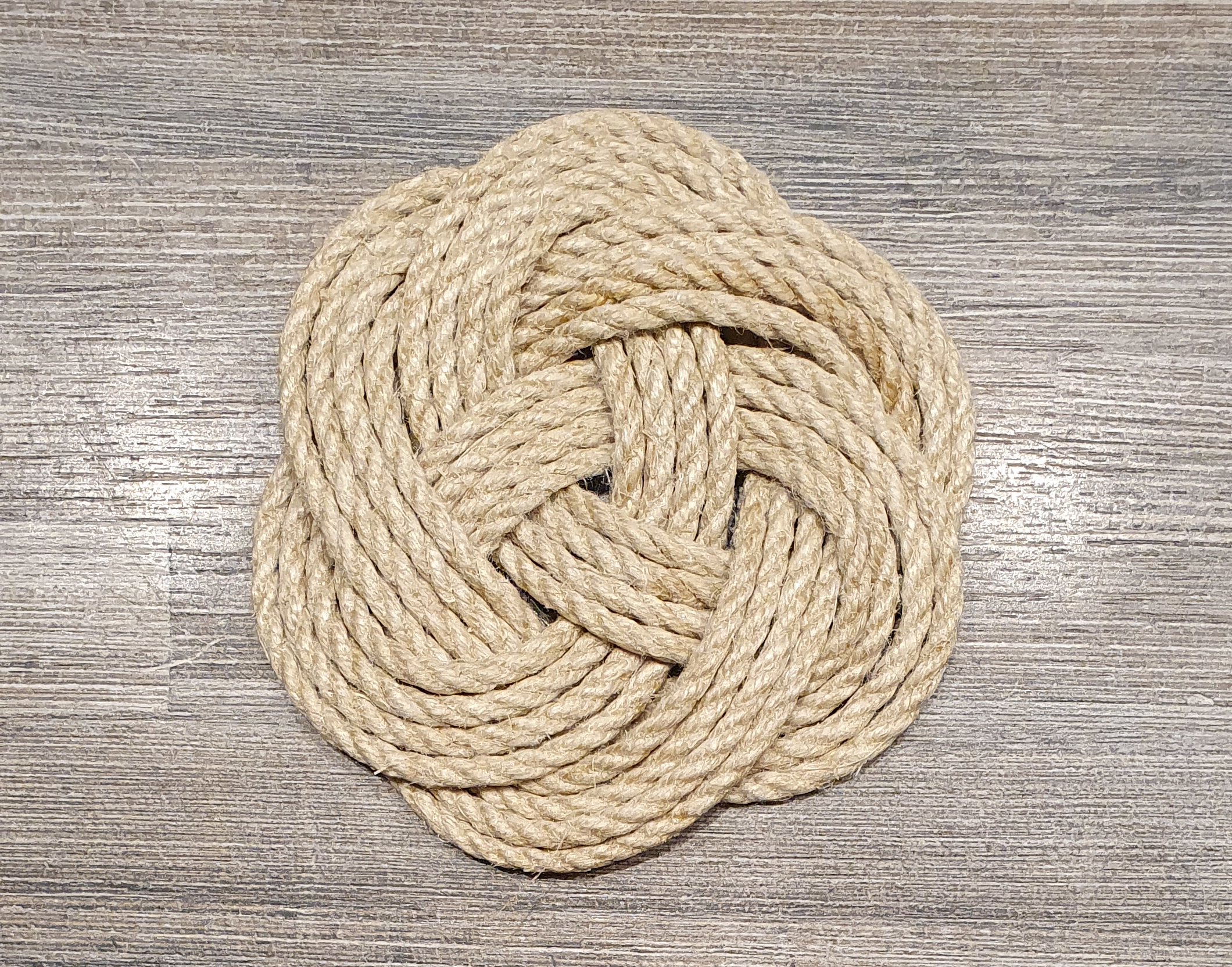
Nœud de piton à 3 anses internes à chevrons

Quel que soit le nombre d'anses internes du nœud de piton, il est possible d'inverser le sens de croisement (dessus/dessous) sur la partie extérieure du nouage. On obtient alors une forme dite à chevrons.
Le centre du nouage présente un enchaînement dessus/dessous suivi par un enchaînement 2 fois dessus/2 fois dessous. Contrairement au nœud de piton classique qui respecte strictement l'enchaînement dessus/dessous.

### Variation du nombre d'anses internes
Le nœud de piton (à trois anses internes) est un nouage respectant un principe répétitif qui peut être étendu pour produire toute une famille de nouages plats infinie.
Note : selon les auteurs, on parlera d'anses ou de ganses par traduction du terme anglais bight mais ce terme est sujet à discussion en français. En effet, une anse est une section de cordage incurvée. Une ganse est une section de cordage repliée sur elle-même de façon que les extrémités soient parallèles. À différencier de la boucle dont les extrémités se croisent.
Voici les schémas d'entrelacement des 3 premiers membres de la famille des nœuds de piton :

3 anses internes
5 anses internes
7 anses internes

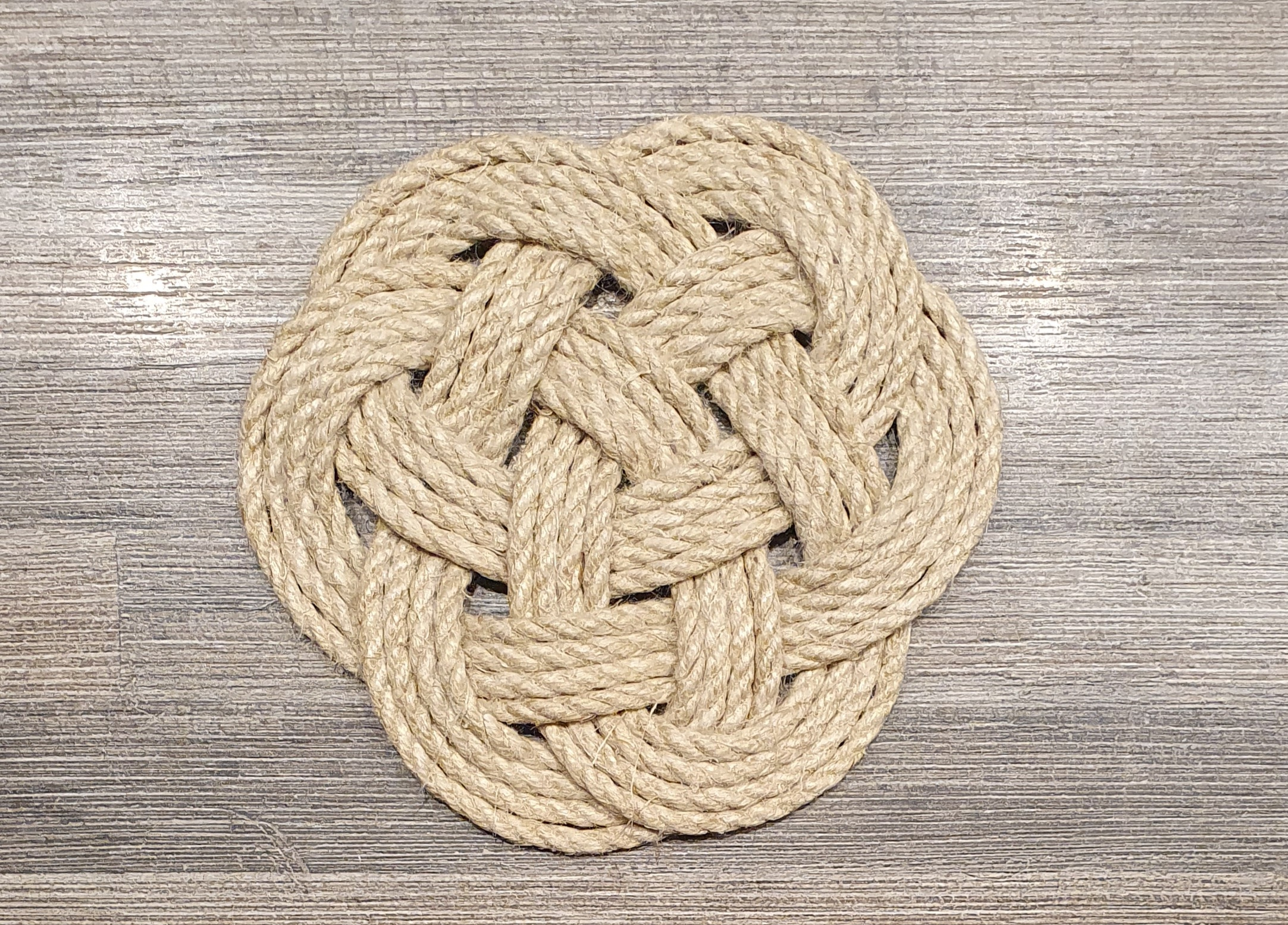
3 anses internes
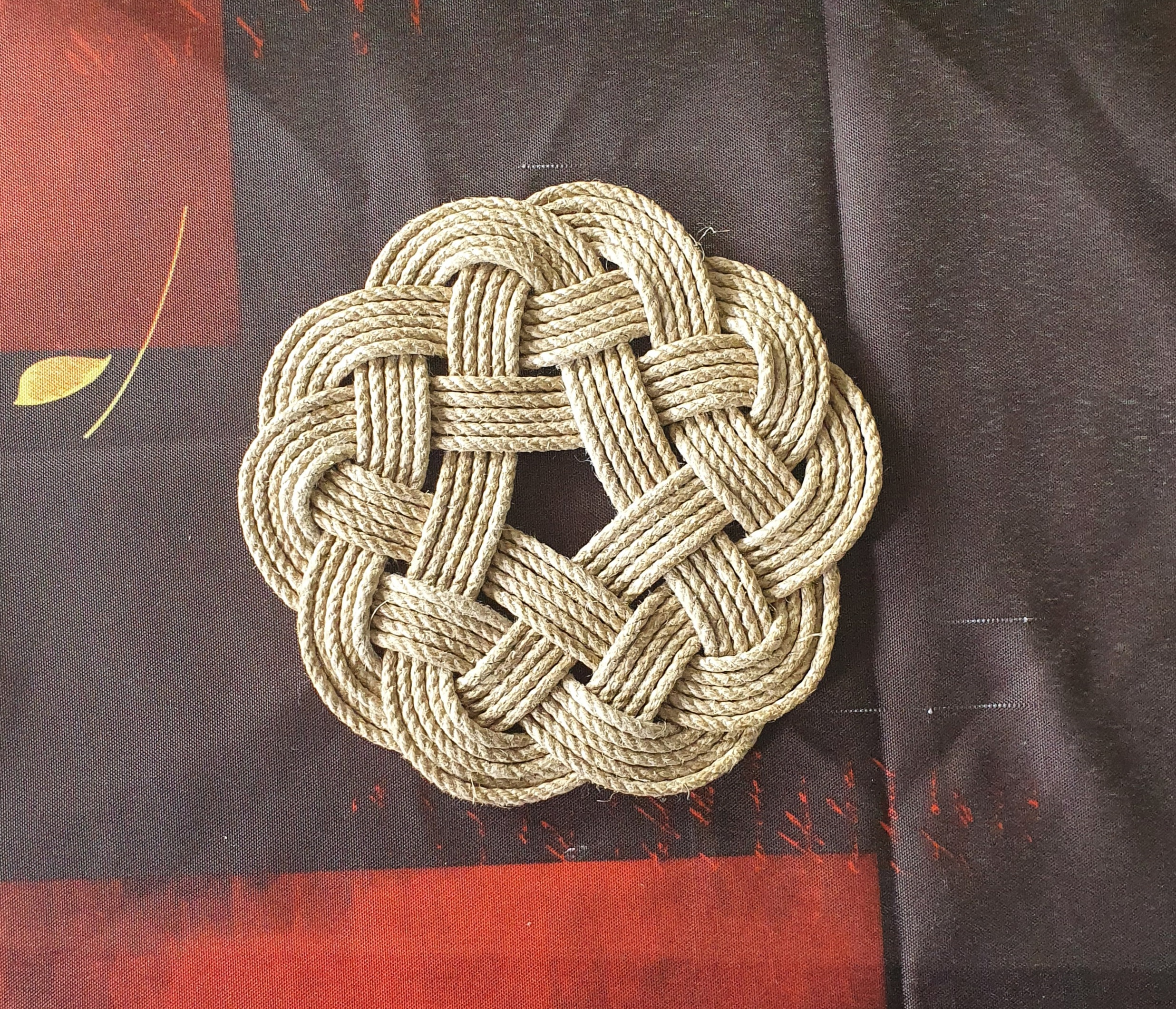
5 anses internes
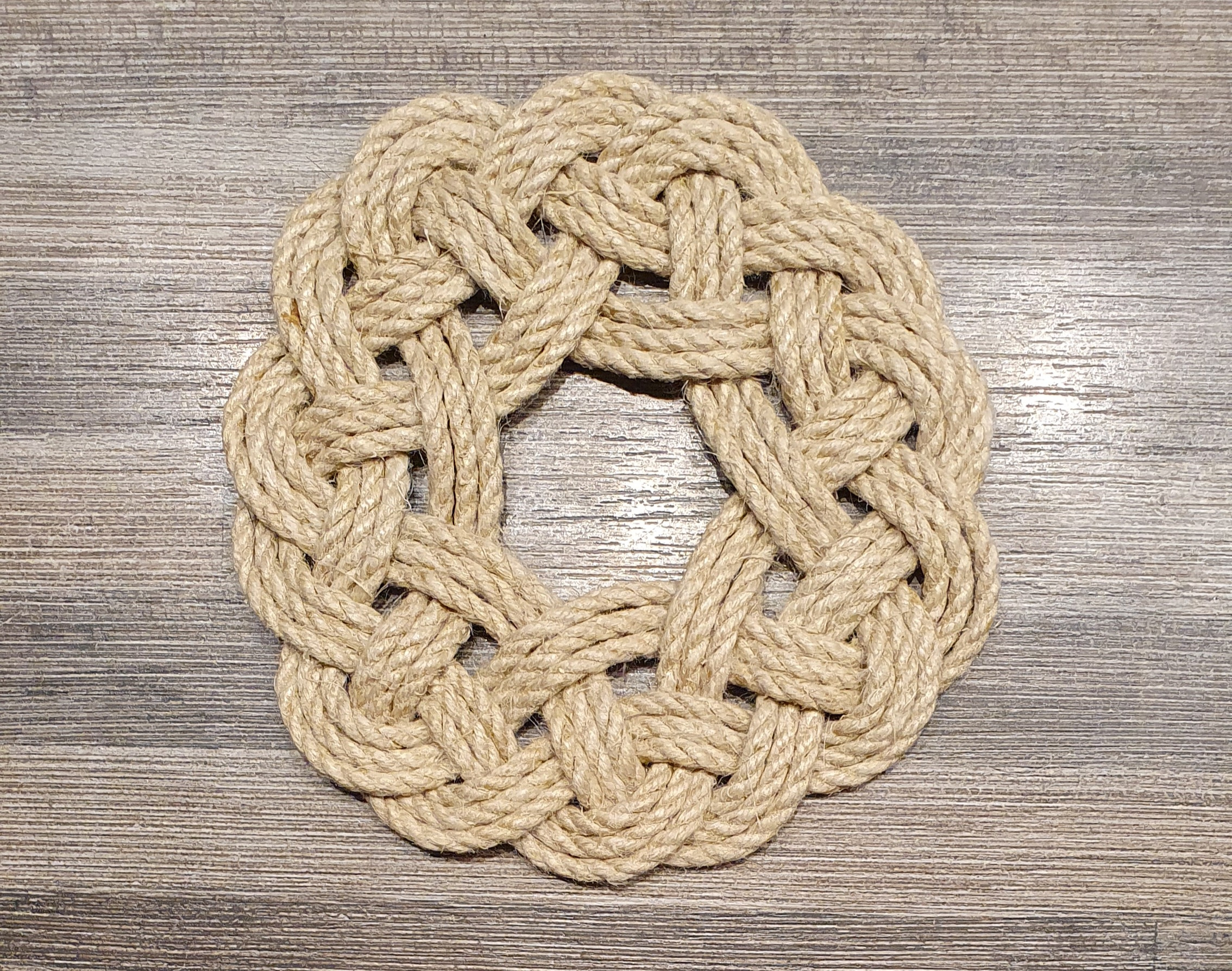
7 anses internes

Sur les schémas des nœuds de piton à 5 et 7 anses, on peut voir une section en rouge. C'est la brique de base d'entrelacement qu'il faut ajouter pour passer d'un nœud à un autre. En vert, on voit un duplicata de la section de base. Ainsi, pour obtenir le nœud suivant, on ajoutera un nouveau duplicata et ainsi de suite aussi loin qu'on le souhaite.
On peut également remarquer que l'intérêt du nœud de piton à 3 anses internes est qu'il ne présente pas de trou au centre. Cet avantage est perdu dès qu'on passe à 5 anses. Le phénomène s'accentuera avec l'augmentation du nombre d'anses internes.